# NGC 1175
NGC 1175 é uma galáxia espiral (S0-a) localizada na direcção da constelação de Perseus. Possui uma declinação de +42° 20' 25" e uma ascensão recta de 3 horas, 04 minutos e 32,3 segundos.
A galáxia NGC 1175 foi descoberta em 24 de Outubro de 1786 por William Herschel.